# Kathleen Herles

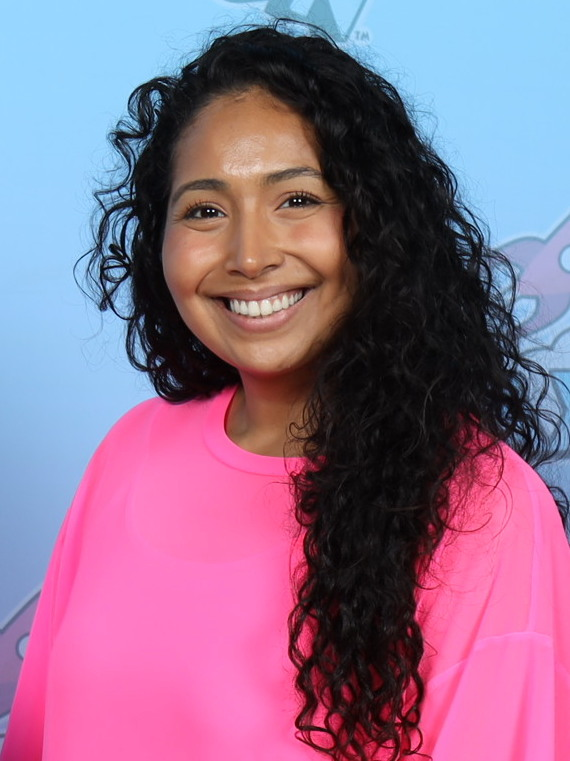
Kathleen Herles, 2023

Kathleen Herles (* 13. November 1990 in New York City) ist eine US-amerikanische Synchronsprecherin.

## Leben
Herles wurde als Tochter peruanischer Eltern in Queens, New York City, geboren. Im Alter von vier Jahren wurde sie von einem Talentscout entdeckt, im Alter von neun Jahren übernahm sie die Synchronisation der Titelrolle in der Nickelodeon-Zeichentrickserie Dora und ab 2003 auch in deren Spin-off Go, Diego, Go!.
2008 wurde Herles durch die sechs Jahre jüngere Caitlin Sanchez ersetzt, da die Stimme der inzwischen 18-jährigen Herles nicht mehr für die kindliche Titelheldin geeignet war. Im selben Jahr schloss Herles die High School ab und begann ein Studium an der Pace University.